# Скари, Бенте
Бе́нте Ска́ри (норв. Bente Skari, в девичестве Мартинсен (норв. Martinsen), 10 сентября 1972, Осло, Норвегия) — титулованная норвежская лыжница, выступавшая за сборную Норвегии с 1992 по 2003 год. Участвовала в трёх зимних Олимпийских играх, в 1998 году в Нагано выиграла серебряную медаль в эстафете 4×5 км и бронзовую в гонке на 5 км классическим стилем. Медаль высшего достоинства Скари получила в 2002 году на Олимпиаде в Солт-Лейк-Сити, в гонке на 10 км классическим стилем, опередив фавориток Ольгу Данилову и Юлию Чепалову на последнем километре заезда. Кроме того, здесь она удостоилась бронзы за гонку на 30 км классическим стилем и серебра за эстафету 4×5 км.
Бенте Скари имеет пять золотых медалей чемпионатов мира (5 км: 1999, 10 км: 2001, 2003 и 15 км: 2001, 2003), а также две серебряные (4 x 5 км: 1997, 2001). Спортсменка пятьдесят девять раз получала подиум различных этапов Кубка мира, в том числе сорок один раз оказывалась на первом месте, тринадцать раз на втором и пять раз на третьем.
В 2001 году Скари получила медаль Хольменколлена, разделив её с поляком Адамом Малышем и соотечественником Томасом Альсгордом. Примечательно, что её отец, олимпийский чемпион 1968 года в эстафете Одд Мартинсен, в 1969 году тоже был удостоен этой медали — на данный момент это единственные отец и дочь, получившие столь престижную награду. В 2003 году Скари на лыжном фестивале в Хольменколлене победила в гонке на 30 км, а по окончании сезона 2002—2003 объявила о завершении карьеры профессиональной спортсменки. 
Ныне проживает в коммуне Ниттедал, с 1999 года замужем за Гайром Скари, имеет от него сына и дочь. С сезона 1999/2000 годов стала выступать под фамилией Скари.

## Доминирование и победы в общем зачете Кубка мира
В 1998 году после ухода из большого спорта многолетнего мирового лидера Елены Вяльбе из России именно Бенте Мартинсен становится главной движущей силой в женских лыжах. В период 1998-2003 годов норвежка не опускается в общем зачете ниже второго места и за эти шесть кубковых сезонов выигрывает четыре Больших Хрустальных глобуса. Победы и лидерство Бенте Скари становятся началом эпохи доминирования норвежских спортсменок в мировых лыжах.

### Победы в общем зачете Кубка мира (4)
| Место | Спортсмен          | Очки |
| ----- | ------------------ | ---- |
| 1     | Бенте Мартинсен    | 768  |
| 2     | Стефания Бельмондо | 768  |
| 3     | Нина Гаврылюк      | 705  |
| 4     | Кристина Шмигун    | 666  |
| 5     | Лариса Лазутина    | 648  |

| Место | Спортсмен       | Очки |
| ----- | --------------- | ---- |
| 1     | Бенте Скари     | 1176 |
| 2     | Кристина Шмигун | 1165 |
| 3     | Лариса Лазутина | 1008 |
| 4     | Ольга Данилова  | 880  |
| 5     | Нина Гаврылюк   | 857  |

| Место | Спортсмен           | Очки |
| ----- | ------------------- | ---- |
| 1     | Бенте Скари         | 877  |
| 2     | Катержина Нойманова | 763  |
| 3     | Стефания Бельмондо  | 760  |
| 4     | Кристина Шмигун     | 649  |
| 5     | Юлия Чепалова       | 612  |

|
Сезон 2002/03
| Место | Спортсмен            | Очки |
| ----- | -------------------- | ---- |
| 1     | Бенте Скари          | 1392 |
| 2     | Кристина Шмигун      | 834  |
| 3     | Габриэлла Паруцци    | 713  |
| 4     | Эви Захенбахер-Штеле | 667  |
| 5     | Хильде Педерсен      | 543  |